# 뉴 포르노그래퍼스
뉴 포르노그래퍼스(The New Pornographers)는 캐나다의 인디 록 밴드이다.